# Record d'Europe de natation messieurs du 1500 mètres nage libre
Progression du record d'Europe de natation sportive messieurs pour l'épreuve du 1 500 mètres nage libre en bassin de 50 et 25 mètres.

## Bassin de50 mètres
| Temps          | Athlète              | Naissance | Âge | Nationalité      | Compétition               | Lieu      | Date            |
| -------------- | -------------------- | --------- | --- | ---------------- | ------------------------- | --------- | --------------- |
| 14 min 58 s 27 | Vladimir Salnikov    | 1960      | 20  | Union soviétique | Jeux olympiques (f)       | Moscou    | 22 juillet 1980 |
| 14 min 56 s 35 | Vladimir Salnikov    | 1960      | 22  | Union soviétique | Confrontation RDA/URSS    | Moscou    | 13 mars 1982    |
| 14 min 54 s 76 | Vladimir Salnikov    | 1960      | 23  | Union soviétique | Championnats d'URSS       | Moscou    | 22 février 1983 |
| 14 min 50 s 36 | Jörg Hoffmann        | 1970      | 21  | Allemagne        | Championnats du monde (f) | Perth     | 13 janvier 1991 |
| 14 min 45 s 95 | David Davies         | 1985      | 19  | Royaume-Uni      | Jeux olympiques (f)       | Athènes   | 21 août 2004    |
| 14 min 45 s 94 | Mateusz Sawrymowicz  | 1987      | 20  | Pologne          | Championnats du monde (f) | Melbourne | 1er avril 2007  |
| 14 min 43 s 21 | Yuri Prilukov        | 1984      | 24  | Russie           | Jeux olympiques (f)       | Pékin     | 17 août 2008    |
| 14 min 39 s 93 | Gregorio Paltrinieri | 1994      | 19  | Italie           | Championnats d'Europe (f) | Berlin    | 20 août 2014    |
| 14 min 39 s 67 | Gregorio Paltrinieri | 1994      | 20  | Italie           | Championnats du monde (f) | Kazan     | 9 août 2015     |
| 14 min 34 s 04 | Gregorio Paltrinieri | 1994      | 21  | Italie           | Championnats d'Europe (f) | Londres   | 18 août 2016    |
| 14 min 33 s 10 | Gregorio Paltrinieri | 1994      | 26  | Italie           | Trophée Settecolli        | Rome      | 13 août 2020    |
| 14 min 32 s 80 | Gregorio Paltrinieri | 1994      | 28  | Italie           | Championnats du monde (f) | Budapest  | 25 juin 2022    |

## Bassin de 25 mètres
| Temps          | Athlète               | Naissance | Âge | Nationalité      | Compétition               | Lieu     | Date             |
| -------------- | --------------------- | --------- | --- | ---------------- | ------------------------- | -------- | ---------------- |
| 14 min 37 s 60 | Vladimir Salnikov     | 1960      | 22  | Union soviétique |                           | Göteborg | 19 décembre 1982 |
| 14 min 36 s 93 | Massimiliano Rosolino | 1978      | 22  | Italie           | Championnats d'Europe (f) | Valence  | 16 décembre 2000 |
| 14 min 35 s 06 | Iouri Priloukov       | 1984      | 18  | Russie           | Championnats d'Europe (f) | Riesa    | 14 décembre 2002 |
| 14 min 31 s 82 | Iouri Priloukov       | 1984      | 19  | Russie           | Championnats d'Europe (f) | Dublin   | 13 décembre 2003 |
| 14 min 27 s 12 | Iouri Priloukov       | 1984      | 21  | Russie           | Championnats d'Europe (f) | Trieste  | 10 décembre 2005 |
| 14 min 23 s 92 | Iouri Priloukov       | 1984      | 22  | Russie           | Championnats du monde (f) | Shanghai | 9 avril 2006     |
| 14 min 16 s 13 | Iouri Priloukov       | 1984      | 22  | Russie           | Championnats d'Europe (f) | Helsinki | 9 décembre 2006  |
| 14 min 16 s 10 | Gregorio Paltrinieri  | 1994      | 20  | Italie           | Championnats du monde (f) | Doha     | 7 décembre 2014  |
| 14 min 8 s 06  | Gregorio Paltrinieri  | 1994      | 21  | Italie           | Championnats d'Europe     | Netanya  | 4 décembre 2015  |